# 淄川第一中学
淄川第一中学，位于山东省淄博市淄川区，是区属的区重点中学，自1995年以来，连续十二年被评为淄博市高中教学工作先进单位。